# Relais 4 × 400 mètres féminin aux championnats du monde d'athlétisme 2022
Pour des articles plus généraux, voir Championnats du monde d'athlétisme 2022 et Relais 4 × 400 mètres aux championnats du monde d'athlétisme.
Navigation
Doha 2019 Budapest 2023
L'épreuve du relais 4 × 400 mètres féminin des championnats du monde de 2022 se déroule les 23 et 24 juillet 2022 au sein du stade Hayward Field à Eugene, aux États-Unis.

## Engagées
| - États-Unis - Jamaïque - Royaume-Uni - Pays-Bas - Norvège - Pologne - Afrique du Sud - Italie | - Allemagne - Espagne - Canada - Belgique - Ukraine - France - Suisse - Bahamas |

## Résultats

### Finale
| Rank               | Lane | Nation      | Athletes                                                                 | Time    | Notes |
| ------------------ | ---- | ----------- | ------------------------------------------------------------------------ | ------- | ----- |
| Médaille d'or      | 5    | États-Unis  | Talitha Diggs, Abby Steiner, Britton Wilson, Sydney McLaughlin           | 3:17.79 | WL    |
| Médaille d'argent  | 4    | Jamaïque    | Candice McLeod, Janieve Russell, Stephenie Ann McPherson, Charokee Young | 3:20.74 | SB    |
| Médaille de bronze | 6    | Royaume-Uni | Victoria Ohuruogu, Nicole Yeargin, Jessie Knight, Laviai Nielsen         | 3:22.64 | SB    |
| 4                  | 7    | Canada      | Natassha McDonald, Aiyanna Stiverne, Zoe Sherar, Kyra Constantine        | 3:25.18 | SB    |
| 5                  | 8    | France      | Sokhna Lacoste, Shana Grebo, Sounkamba Sylla, Amandine Brossier          | 3:25.81 | SB    |
| 6                  | 3    | Belgique    | Helena Ponette, Imke Vervaet, Paulien Couckuyt, Camille Laus             | 3:26.29 | SB    |
| 7                  | 2    | Italie      | Anna Polinari, Ayomide Folorunso, Virginia Troiani, Alice Mangione       | 3:26.45 | SB    |
| 8                  | 1    | Suisse      | Silke Lemmens, Julia Niederberger, Annina Fahr, Yasmin Giger             | 3:27.81 | SB    |

### Séries
Les 3 premières de chaque série (Q) aet les 2 meilleurs temps (q) se qualifient pour la finale,
| Rang | Série | Couloir | Pays           | Athlètes                                                                           | Temps   | Notes |
| ---- | ----- | ------- | -------------- | ---------------------------------------------------------------------------------- | ------- | ----- |
| 1    | 1     | 2       | États-Unis     | Talitha Diggs, Allyson Felix, Kaylin Whitney, Jaide Stepter Baynes                 | 3:23.38 | Q, SB |
| 2    | 1     | 1       | Royaume-Uni    | Ama Pipi, Laviai Nielsen, Victoria Ohuruogu, Nicole Yeargin                        | 3:23.92 | Q, SB |
| 3    | 2     | 8       | Jamaïque       | Stacey-Ann Williams, Junelle Bromfield, Tiffany James, Charokee Young              | 3:24.23 | Q, SB |
| 4    | 2     | 2       | Belgique       | Naomi Van Den Broeck, Imke Vervaet, Helena Ponette, Camille Laus                   | 3:28.02 | Q, SB |
| 5    | 2     | 6       | Canada         | Micha Powell, Aiyanna Stiverne, Kyra Constantine, Natassha McDonald                | 3:28.49 | Q, SB |
| 6    | 2     | 4       | Italie         | Anna Polinari, Ayomide Folorunso, Virginia Troiani (it), Alice Mangione            | 3:28.72 | q, SB |
| 7    | 1     | 3       | France         | Sokhna Lacoste, Shana Grebo, Sounkamba Sylla, Amandine Brossier                    | 3:28.89 | Q, SB |
| 8    | 1     | 8       | Suisse         | Silke Lemmens, Julia Niederberger, Annina Fahr, Yasmin Giger                       | 3:29.11 | q, SB |
| 9    | 1     | 7       | Ukraine        | Kateryna Karpyuk, Anastasiya Bryzhina, Viktoriya Tkachuk, Anna Ryzhykova           | 3:29.25 | SB    |
| 10   | 2     | 7       | Pologne        | Justyna Święty-Ersetic, Iga Baumgart-Witan, Kinga Gacka, Małgorzata Hołub-Kowalik  | 3:29.34 |       |
| 11   | 1     | 4       | Allemagne      | Corinna Schwab, Elisa Lechleitner, Judith Franzen, Alica Schmidt                   | 3:30.48 |       |
| 12   | 2     | 1       | Norvège        | Astri Ertzgaard, Elisabeth Slettum, Linn Oppegaard, Amalie Iuel                    | 3:32.00 |       |
| 13   | 2     | 3       | Espagne        | Eva Santidrián, Aauri Lorena Bokesa, Laura Hernández, Carmen Avilés                | 3:32.87 |       |
| 14   | 1     | 5       | Afrique du Sud | Miranda Charlene Coetzee, Marlie Viljoen, Gontse Martha Morake, Zenéy van der Walt | 3:46.68 |       |
|      | 1     | 6       | Pays-Bas       | Hanneke Oosterwegel, Lieke Klaver, Cathelijn Peeters, Femke Bol                    | DQ      |       |
|      | 2     | 5       | Bahamas        |                                                                                    | DNS     |       |

## Légende
Records et Performances
- AR : Record continental (area record)
- CR : Record des championnats (championship record)
- MR : Record du meeting (meet record)
- NR : Record national (national record)
- OR : Record olympique (olympic record)
- PR : Record paralympique (paralympic record)
- PB : Record personnel (personal best)
- SB : Meilleure performance personnelle de la saison (season's best)
- WL : Meilleure performance mondiale de l'année (world leader)
- WJR : Record du monde junior (world junior record)
- WR : Record du monde (world record)

Circonstances et Conditions
- DNF : N'a pas terminé (did not finish)
- DNS : N'a pas pris le départ (did not start)
- DQ : Disqualification (disqualification)
- NM : Aucun essai valable enregistré (No Mark)
- Q : Qualifié « directement » au prochain tour (ou à la prochaine compétition), lors d'une compétition majeure, grâce au classement ou à la réalisation des minima (automatic qualifier)
- q : Qualifié au prochain tour (ou à la prochaine compétition), lors d'une compétition majeure, grâce au repêchage ou à la réalisation de l'une des meilleures performances parmi celles des « non qualifiés directement » (grâce au meilleur temps ou à la meilleure distance par exemple) (secondary qualifier)